# Sarcophage d'Hercule
Le sarcophage d'Hercule est un sarcophage romain découvert en 2010 dans un hangar en Suisse dans les ports francs de Genève et qui intègre les collections du musée d'Antalya en septembre 2017. L'œuvre a été dégagée dans des fouilles clandestines sur le site archéologique de Pergé à une date inconnue et a fait l'objet d'une longue procédure judiciaire à l'issue de laquelle la restitution aux autorités turques a été décidée. Cette restitution a eu lieu en septembre 2017.

## Histoire

### Histoire ancienne
Le sarcophage provient de la cité de Pergé, située sur les deux bords du fleuve Kestros dans la région du Taurus, et ancienne capitale de la Pamphylie. Le site archéologique est aujourd'hui situé en Turquie, à Aksu, 17 km à l’est d’Antalya.
Une quarantaine de sarcophages de la cité sont connus, dont un quart environ porte des reliefs avec le thème des travaux d'Hercule. L'œuvre est datée de peu avant l'an 200 après J.-C.

### Histoire contemporaine
Le sarcophage a été découvert lors d'une fouille clandestine ayant eu lieu avant 1991 ou entre 2000 et 2002, voire dans les années 1960 ou même dans les années 1970 selon Marc André Renold. Il a été dans les mains des fils d'un marchand d'art mort dans le crash du vol Vol 111 Swissair en 1998. Ce dernier, Suleiman Aboutaam, l'aurait acquis de manière légale au début des années 1980.
Il a été importé en Suisse à une date indéterminée. Le sarcophage est à Londres entre 2002 et 2009 où il est restauré. Il est proposé à la vente au collectionneur Jean-Claude Gandur qui refuse du fait des suspicions pesant sur l'origine de l'entrée de l'œuvre dans la galerie Phoenix Ancient Art, cette société œuvrant pour un tiers propriétaire du sarcophage à l'époque.
Il est découvert dans un hangar de la société Innana Art Services le 15 décembre 2010 par les douanes, « caché sous un amoncellement de couvertures et de cartons vides ». Le sarcophage est mis immédiatement sous séquestre, en même temps que deux sarcophages phéniciens anthropomorphes. La procédure se veut une démonstration visant à améliorer l'image des ports francs genevois, suspects un temps d'abriter des pièces archéologiques, des armes ou des « diamants de sang ».
L'identification au site de Pergé, l'antique Dokimeion, est rapidement établie et rendue publique dès mars 2011.
Une longue procédure judiciaire s'est engagée par une demande de restitution formulée par les autorités turques dès juillet 2011, et une enquête minutieuse demandée par l'Office fédéral de la culture, avec photographies, études stylistiques et études minéralogiques a abouti à l'identification du site d'origine de l'œuvre,. Ces études de 2014-2015 avaient été précédées par un voyage du procureur chargé de l'enquête en octobre 2013. Un long rapport a été envoyé par Marc Waelkens aux autorités suisses. Le résultat de l'enquête est lié à la collaboration entre la Suisse et la Turquie. Un premier verdict en faveur de la restitution du sarcophage aux autorités turques est rendu le 21 septembre 2015, et confirmé l'année suivante, le 02 mai 2016. Le retrait des derniers recours auprès du Tribunal fédéral, après un accord confidentiel, rend définitif l'arrêt de restitution aux autorités turques. L'artefact est exposé avec l'accord des autorités turques à l'Université de Genève du 22 juin jusqu'au 02 septembre 2017, qui accueille le 04 septembre un colloque international portant sur la restitution des œuvres d'art et plus spécifiquement sur l'affaire du sarcophage de Pergé, « Hercule contre les pilleurs : la restitution du sarcophage romain à la Turquie ». La procédure pénale s'est éteinte du fait du décès du principal protagoniste il y a longtemps.
La restitution du sarcophage est prévue le 06 septembre 2017.

## Description
Le sarcophage pèse 3 tonnes et est en marbre blanc. Le marbre provient d'une carrière située à quelques centaines de kilomètres du site archéologique.

### Cuve
Le sarcophage est orné en particulier de scènes des travaux d'Hercule dont celui du lion de Némée, de l’Hydre de Lerne, de la capture de la biche de Cérynie, du Sanglier d'Érymanthe, des écuries d’Augias, et de la descente du héros aux Enfers. Les oiseaux du lac Stymphale, les juments de Diomède, la ceinture d'Hippolyte, le combat contre Géryon et les pommes d'or du jardin des Hespérides sont également cités.

### Couvercle

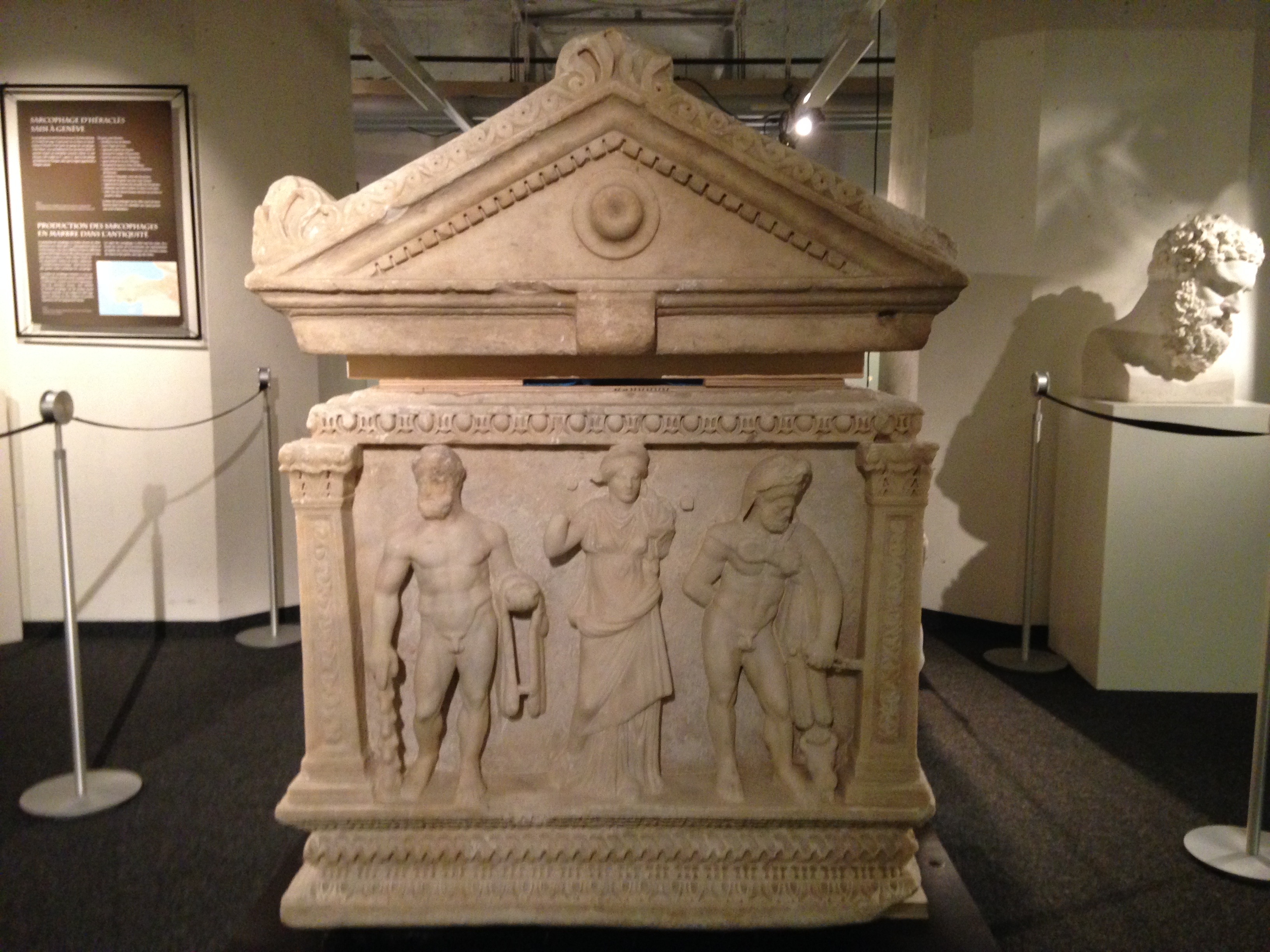
le côté
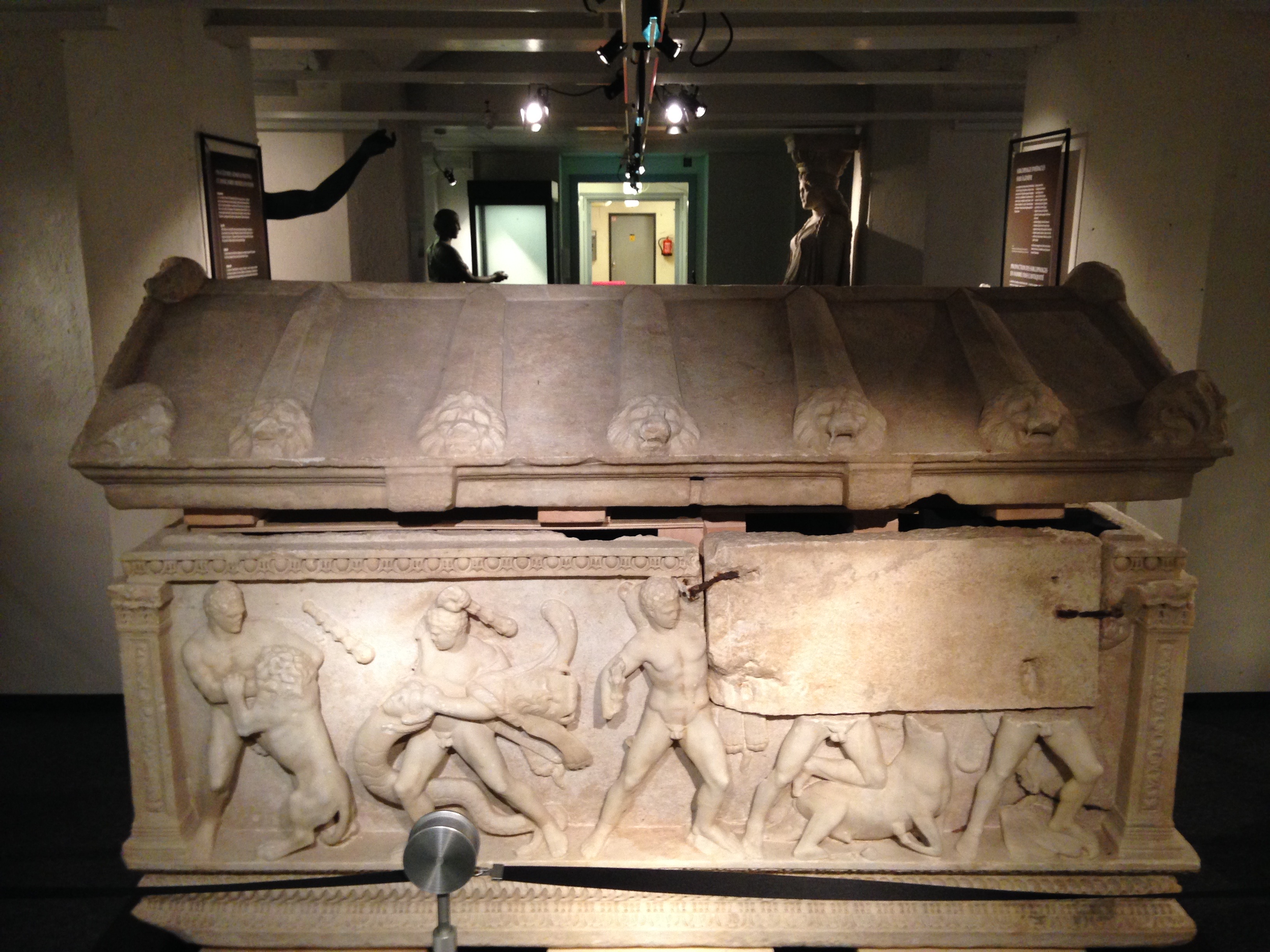
un des longs côtés
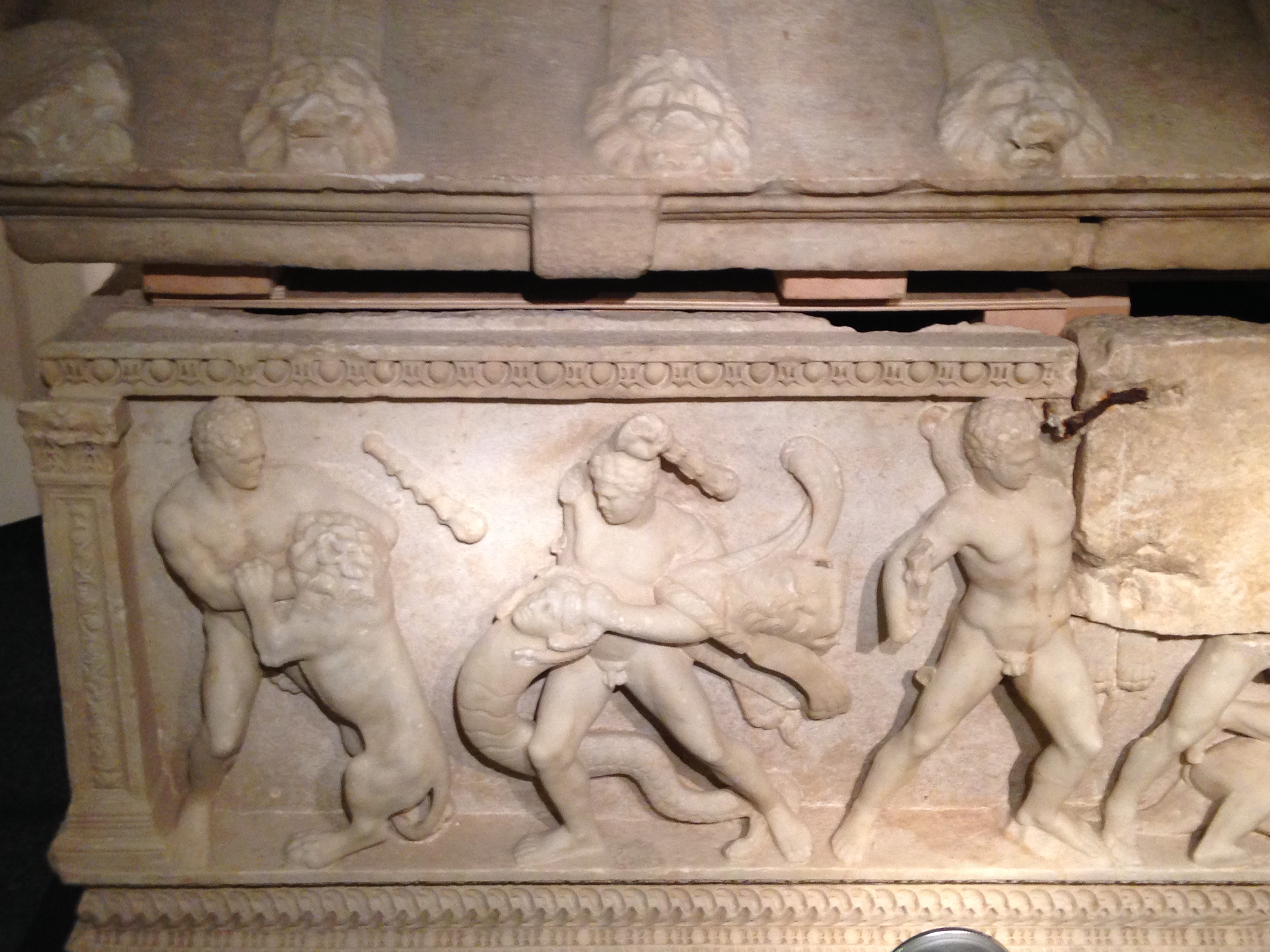
le lion de Némée et l'hydre de Lerne
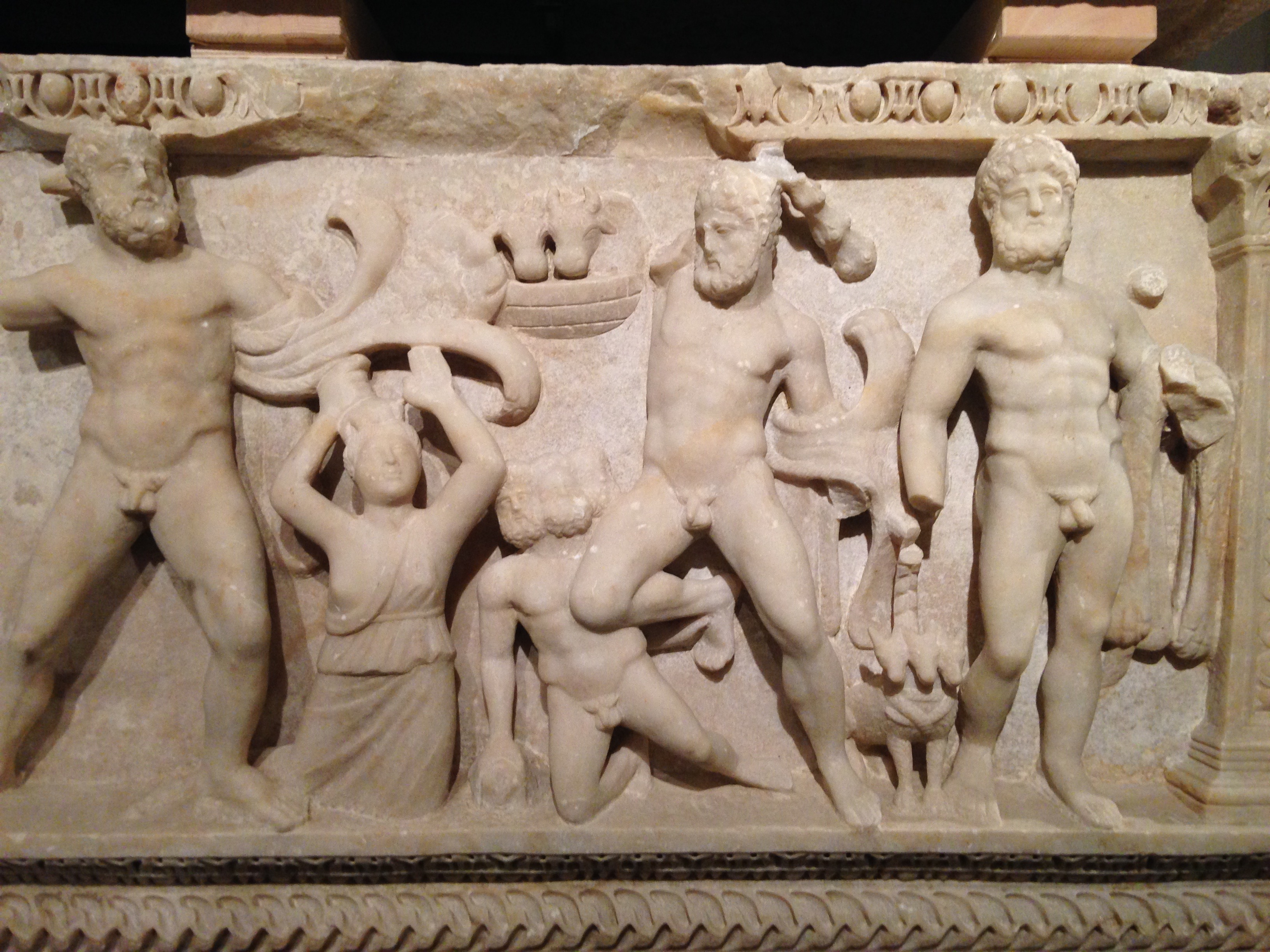
la ceinture d'Hippolyte, Géryon et les Enfers
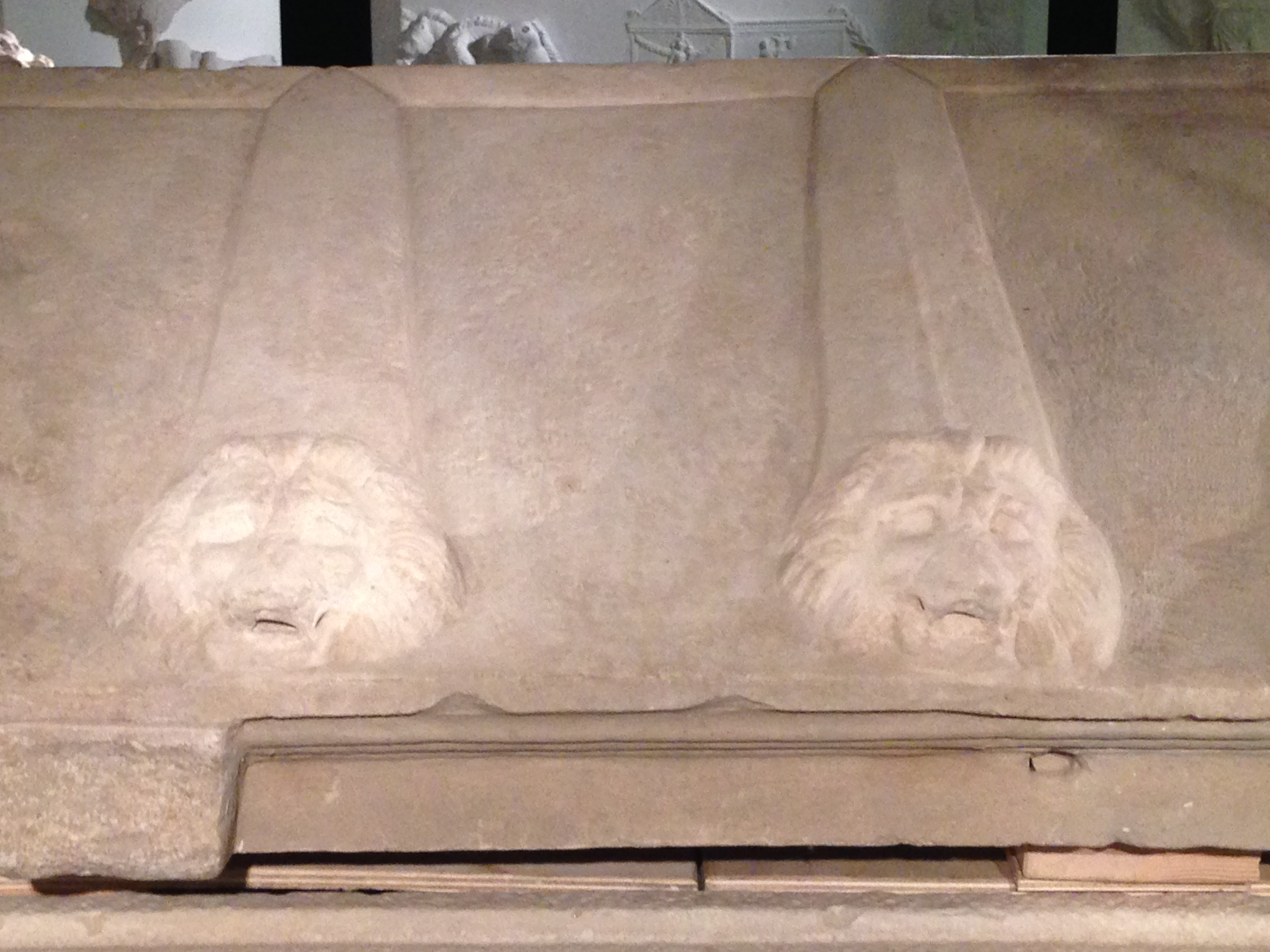
Détail du couvercle